# وادي الذهب (مجرى مائي)
وادي الدهب هو وادي في سوريا، يقع في محافظة درعا في الجزء الجنوبي الغربي من البلاد على بعد 90 كيلومتراً جنوب العاصمة دمشق.

## الوصف
تتكون المنطقة المحيطة بوادي الذهب في الغالب من أراضٍ زراعية. أما حول وادي الذهب فإن المنطقة تتميز بكثافة سكانية عالية، حيث تبلغ الكثافة السكانية فيها 214 نسمة لكل كيلومتر مربع. ويسود في منطقة الوادي مناخ البحر الأبيض المتوسط. ويبلغ متوسط درجة الحرارة السنوية في المنطقة 22 درجة مئوية. ويعدّ الشهر الأكثر سخونة هو شهر أغسطس/آب، حيث يبلغ متوسط درجة الحرارة 33 درجة مئوية، ويعتبر شهر يناير/كانون الثاني الأبرد بمتوسط حرارة 10 درجات مئوية. أما متوسط هطول الأمطار السنوي فهو حوالي 227 ملم. ويعد شهر يناير / كانون الثاني هو الشهر الأكثر هطولات مطرية بمتوسط 68 ملم، أما الشهر الأكثر جفافاً هو يوليو / تموز مع معدل 1 ملم لهطول الأمطار.